# Saccharum officinarum
La canna da zucchero (Saccharum officinarum L., 1753), nota anche come cannamele è una pianta tropicale, originaria della  Nuova Guinea, appartenente alla famiglia delle Poacee (o Graminacee).
Può essere usata come alimento immediato, estraendone il succo attraverso spremitura, oppure nella produzione del dolcificante più diffuso: lo zucchero.

## Descrizione
Saccharum officinarum è una pianta tropicale perenne, a portamento cespuglioso, che raggiunge in media i 4-5 metri d'altezza, anche se alcune specie [meglio: cultivar] superano i 6 metri. La pianta presenta un rizoma duro ed angoloso, dal quale spuntano numerosi steli legnosi intervallati da nodi. Più che di fusti, nella canna da zucchero si parla di culmi, tipicamente cavi, paragonabili a quelli del bambù: ogni pianta è costituita da un fusto principale ramificato in numerosi culmi aerei.
Il culmo presenta un diametro variabile dai 3 ai 5 centimetri, in grado di raggiungere – e oltrepassare – anche i 10 kg di peso. Il colore, variabile a seconda della specie e della varietà, può essere giallo, violaceo, verde o rossiccio.
Gli steli sono rivestiti da foglie molto lunghe e verdi, lanceolate ed incastrate su nodi con una guaina che avvolge il culmo.
I fiori, molto simili a quelli di avena e frumento, sono riuniti in infiorescenze chiamate pannocchie, che possono raggiungere anche dimensioni piuttosto consistenti (90 cm). Lo zucchero è ricavato da un fluido sciropposo presente all'interno del fusto.

## Storia
La canna da zucchero è una pianta originaria della Nuova Guinea. Venne introdotta in Europa dagli Arabi, prima in Spagna (700 d.C.) e poi in Sicilia (900 d.C.); i Conquistadores spagnoli la diffusero in tutte le Indie occidentali dopo la scoperta delle Americhe.
La coltivazione di canna da zucchero era molto redditizia prima dell'inizio del XIX secolo in cui si è cominciato ad estrarre lo zucchero industrialmente anche dalle barbabietole da zucchero.
Oggi la canna da zucchero è coltivata in quasi tutti i paesi dell'Asia, dell'America, in Africa e Australia. In Europa la coltivazione consistente è limitata alla Spagna, nella zona tra Malaga e Motril in Andalusia e in Portogallo nell'isola di Madeira.

## Coltivazione
| Primi dieci Paesi produttori di canna da zucchero (2017) | Primi dieci Paesi produttori di canna da zucchero (2017) |
| Paese                                                    | Produzione (Ton.)                                        |
| -------------------------------------------------------- | -------------------------------------------------------- |
| Brasile                                                  | 739 300 000                                              |
| India                                                    | 341 200 000                                              |
| Cina                                                     | 125 500 000                                              |
| Thailandia                                               | 100 100 000                                              |
| Pakistan                                                 | 63 800 000                                               |
| Messico                                                  | 61 200 000                                               |
| Colombia                                                 | 34 900 000                                               |
| India                                                    | 33 700 000                                               |
| Filippine                                                | 31 900 000                                               |
| Stati Uniti                                              | 27 900 000                                               |

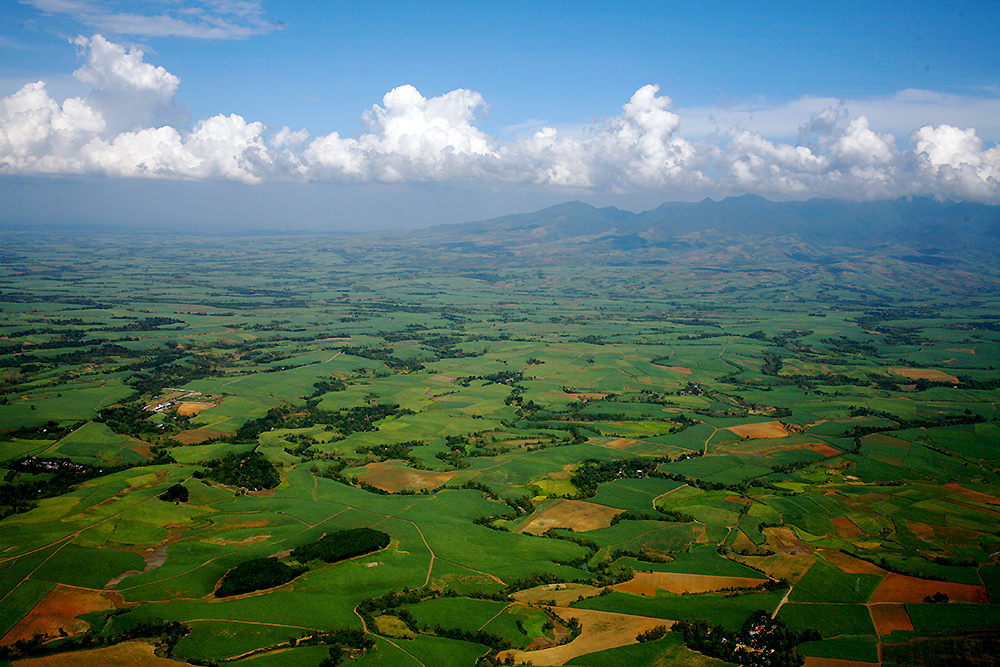
Canna da zucchero a Bacolod nell'isola di Negros nelle Filippine.

La riproduzione della pianta avviene generalmente per talee, prelevate dalla sommità dei fusti, quasi contemporaneamente al raccolto e messe a dimora in buche distanti tra loro circa un metro e mezzo per facilitare la sarchiatura. Il trapianto deve avvenire a metà primavera e necessita un'abbondante quantità idrica cosicché, nei mesi successivi, si possa accumulare una cospicua quantità di zucchero all'interno della linfa.
È doveroso puntualizzare che, al momento della raccolta per la successiva estrazione dello zucchero, il culmo non dev'essere strappato, ma reciso in basso con un colpo netto con un attrezzo da taglio, lasciando così indenne la radice: in questo modo, il fusto è in grado nuovamente di crescere e di svilupparsi e, l'anno successivo, è pronto per una nuova raccolta. Infatti, alla canna da zucchero sono necessari 12 mesi per raggiungere la completa maturazione; non mancano certo le eccezioni: in alcune zone, la pianta impiega 24 mesi per maturare completamente, mentre in altre 6 mesi sono sufficienti.
Il clima preferito dalla canna da zucchero è quello caldo-umido e perciò viene coltivata soprattutto nei caldi paesi tropicali, dove vi è anche una notevole abbondanza di piogge e una temperatura non inferiore ai 20°. Quanto al terreno, deve essere di natura argilloso-silicea. In Italia, solo alcune zone della Sicilia sono favorevoli ad una modesta coltivazione di questa pianta.

## Lavorazione

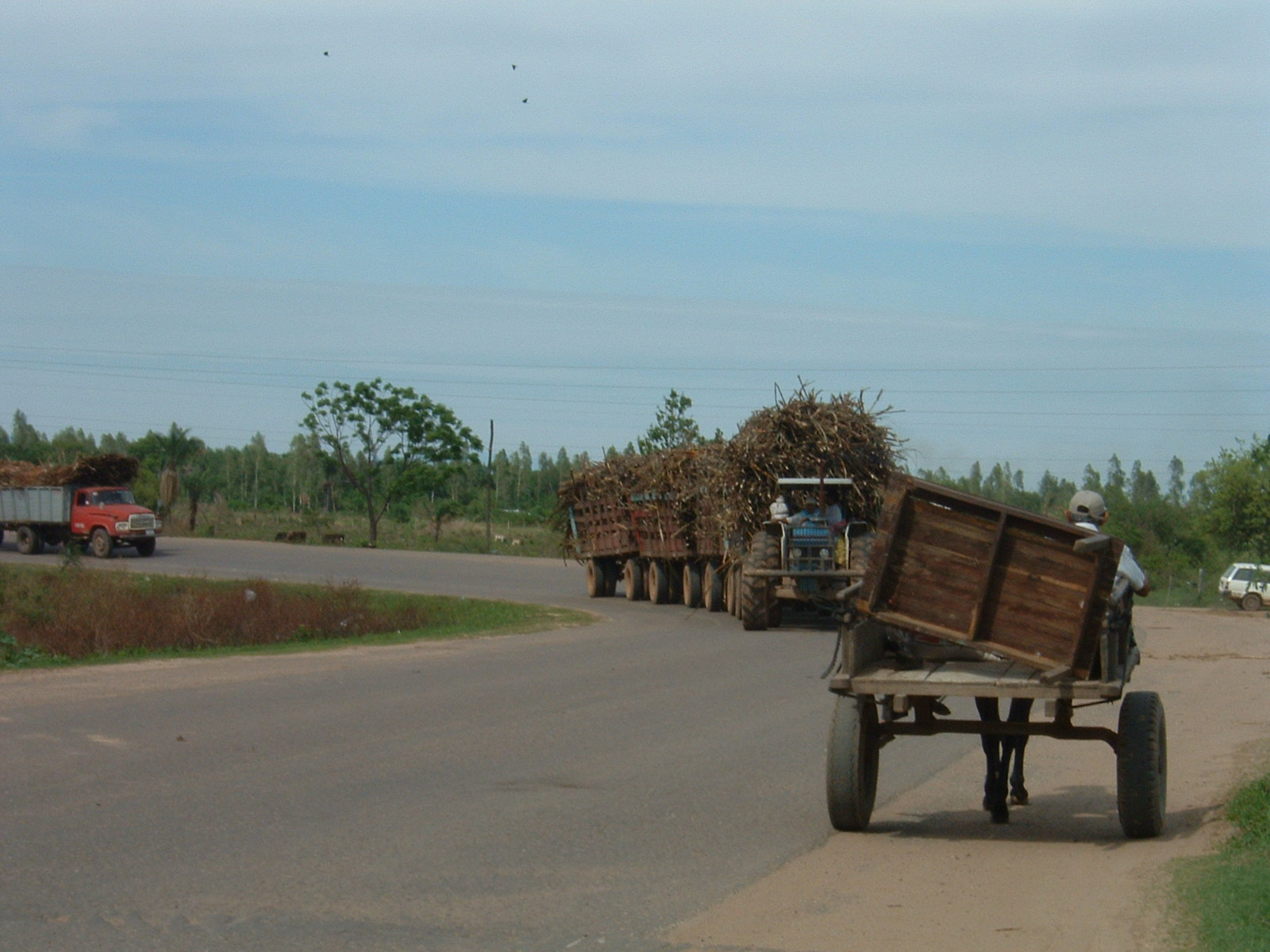
Trasporto della canna da zucchero in Bolivia

Per la produzione dello zucchero di canna, le canne da zucchero vengono pulite e spremute. Dalla spremitura si ottiene un liquido che viene bollito e che, appena diventa più denso, viene versato in un recipiente più largo dove si raffredda. Infine si procede alla raffinazione. Dallo zucchero di canna si ottengono moltissime bevande alcoliche, per semplice fermentazione dello zucchero presente nel succo in alcol o per successiva distillazione, che ne aumenta la concentrazione. Nelle Filippine, per esempio si consuma anche il Basi, una bevanda alcolica.

### Bagassa
Un sottoprodotto della lavorazione è costituito dalla bagassa, un residuo di scorze e fibre che costituisce il 25/30% della massa iniziale della canna lavorata. La bagassa ha diversi usi come materia seconda, compreso quello di combustibile negli stessi zuccherifici.